# Sobiesąd
Sobiesąd – staropolskie imię męskie, złożone z członów Sobie- i -sąd ("sądzić"). Może oznaczać "ten, kto samodzielnie rozsądza", "ten, kto polega na własnym osądzie".
Sobiesąd imieniny obchodzi 9 września.